# 파주 보광사 현왕도
파주 보광사 현왕도(坡州 普光寺 現王圖)는 대한민국 경기도 파주시 광탄면, 보광사에 있는 불화이다. 2018년 4월 30일 경기도의 유형문화재 제321호로 지정되었다.

## 지정 사유
금강경을 올린 원류관을 쓴 현왕, 의자에 앉아 오른쪽으로 튼 시선과 자세, 현왕을 둘러 싼 권속의 배치는 18세기 후반 변화된 현왕도의 도상과 이 불화를 기점으로 변화하는 19세기 현왕도의 새로운 형식을 보여줌 ∘ 제작시기와 제작자 및 봉안처가 명확한 불화로서 18세기후반~19세기 전반 경기 화풍이 반영된 작품으로 문화재적 가치가 충분하다.

## 같이 보기
- 파주 보광사

## 참고 자료
- 파주 보광사 현왕도 - 국가유산청 국가유산포털